# Carbolzeep

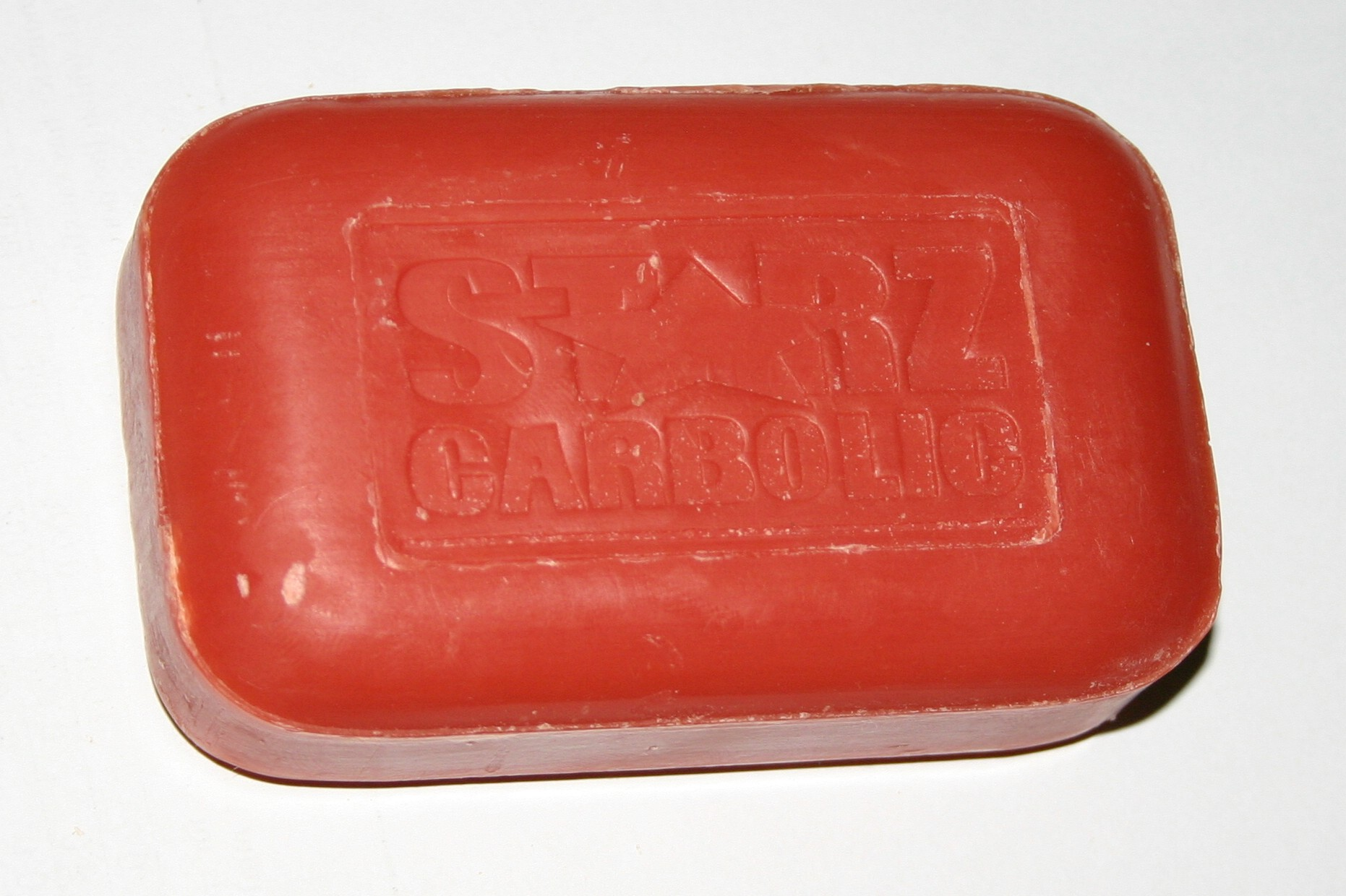
Carbolzeep

Carbolzeep of teerzeep is een zeep die fenol, oude naam carbolzuur, bevat en werd vroeger gebruikt als een mild ontsmettingsmiddel tegen bacteriën en huidziekten. 
De zeep is huidirriterend, heeft een teerlucht en werd veel in ziekenhuizen gebruikt. Nu wordt de zeep nog verspreid onder slachtoffers van rampen door onder meer het Rode Kruis.
De zeep werd onder andere tot 1920 geproduceerd door Gebrs. Dobbelmann in Nijmegen. In Engeland werd de zeep voor het eerst geproduceerd in 1894 door Lever Brothers soap.
In Engeland werd carbolzeep nog op staatsscholen gebruikt tot de jaren 1970; in Schotland zelfs tot eind 1980. In de Caraïben, vooral op Jamaica, wordt carbolzeep nog steeds gebruikt.